# Linaria veratrifolia
Linaria veratrifolia är en grobladsväxtart som beskrevs av Patzak. Linaria veratrifolia ingår i släktet sporrar, och familjen grobladsväxter. Inga underarter finns listade i Catalogue of Life.